# Adrianna Foster
Adriana Gabriela Erosa Rodríguez, conocida como Adrianna Foster (Guadalajara, Jalisco, 8 de julio de 1986), es una cantautora mexicana de soul, jazz y pop. Es una de las cantantes mexicanas más prominentes del género. Ganó fama en 2008 con su sencillo «Pienso en ti», y se destaca por su gran rango vocal y emotivas interpretaciones. Se la ha referenciado como «La Mariah Carey mexicana»; cantautores como Francisco Céspedes y José José la han llamado «La voz de México».

## Biografía

### Comienzos
Adrianna Foster muestra su talento musical a los 3 años de edad, al escuchar una canción de su agrado ella era capaz de interpretarla de manera sorprendente, es ahí cuando su familia descubre que nació para cantar.
A los 8 años, gana su primer concurso de canto en el colegio y a partir de ese momento es invitada a participar como la artista principal en todos los festivales.
En el año de 1998, en Cancún Quintana Roo, Adrianna conoce a Barry Ivan White, Integrante del exitoso grupo “The Platters”, quién al escucharla cantar queda maravillado con su voz, pues con tan solo 12 años ya mostraba tablas para dominar un escenario, así como ángel y un gran carisma para cautivar al público. Barry Ivan White la invita a participar en el show que estaban presentando en un conocido hotel de esa ciudad y Adrianna con gran talento interpreta la canción "My Heart Will Go On".
Encantado, Barry Ivan White vuelve a invitar a Adrianna a cantar, esta vez en un festival en donde “The Platters” darían un concierto, esto fue en Rhode Island, cerca de la ciudad de Boston Massachusetts. En dicho evento Adrianna interpreta 4 canciones y de nueva cuenta logra robar la atención del público siendo cálidamente ovacionada.

### 2000-2004: Preparación y primeros éxitos
En el año 2000, Adrianna viaja a la ciudad de Miami en Florida, para perfeccionar su técnica de canto con la reconocida maestra de muchos famosos, Gina Maretta. En ese mismo año es invitada a participar como la artista principal en el festival “Victory for Youth”.
En el 2004, Adrianna viaja a su natal Guadalajara para estudiar un curso de audio en la escuela “8 Bit”, al concluirlo, se queda con la plaza de asistente de audio por 10 meses, combinándolo con clases de guitarra y bajo. 
En ese mismo año, en Orlando Florida, se lleva a cabo el festival “Fashion Rock”, al que Adrianna se inscribe y queda como triunfadora entre 2000 participantes, obteniendo el premio como la mejor cantante juvenil de dicho evento.
Para el año 2005, Adrianna forma parte de una banda de Guadalajara, llamada “Stinky Cows”, con la que no solo adquiere más tablas en el escenario sino que logra atrapar al público tapatío con su voz. En ese tiempo también se presenta en el Hard Rock Live de esa ciudad, con un éxito impresionante. A finales de ese año, en Miami Florida, Adrianna se gradúa del SAE Institute, como Ingeniero en audio y producción.

### 2005 - 2007: Inicio de su carrera
En el 2006 Adrianna prepara una gran presentación con la que daría inicio en definitiva su carrera como solista. A dicho evento acuden alrededor de 400 personas quienes por más de 2 horas, pudieron deleitarse con su encanto al hablar y su profesionalismo al cantar.
A su regreso a Miami en ese mismo año, participa haciendo coros en el track “Say Something” de Mariah Carey, producido por Sugar Dip Productions y en el show de Lauryn Hill, en el hotel “The Standart”.

### 2007 - 2010: Primer álbum, congracie artístico y Éxito Internacional
En el año 2007, Adrianna graba y produce su primer disco en Castle Studios, con temas de su autoría, al lado del Productor Rodolfo Castillo. En este también participan grandes músicos como Lee Levin, Michael Thompson, Ricardo Martínez y Dan Warner, entre otros. 
Paralelamente con su álbum, Adrianna crea la compañía “La Puerta Production” junto con Orlando Mosqueda, quien fuera productor musical de Oscar de León.
Mientras Adrianna preparaba el lanzamiento de su primer disco y la gira de promoción por México, tuvo la oportunidad de conocer a José José “El príncipe de la Canción”, quien ya había escuchado el que sería su primer sencillo “Pienso en Ti”, éste al quedar asombrado con el talento de Adrianna, se ofreció para apradinarla en su carrera y brindarle su apoyo en los próximos años de éxito que él mismo le auguró. A partir de entonces, surgió una gran amistad entre ellos, siendo él maestro en las técnicas de interpretación y apoyo en la transmisión de sentimientos al cantar. 
En poco tiempo “Pienso en Ti” se colocó en el segundo lugar del Monitor Latino manteniéndose ahí por varias semanas así como en el primer lugar de diversas estaciones de radio.
A menos de un año del debut de Adrianna, artistas de la talla de José José, Oscar De León, Francisco Céspedes, El Maestro Eduardo Magallanes, Kike Santander y Amaury Gutiérrez (con quién participó en un proyecto), le han expresado su admiración al escucharla, considerándola una gran cantautora.
Adrianna Foster, es una mujer apasionada, dedicada y entregada a la música, que es su vida y a través de sus letras nos transmite una parte de ella, pues como bien lo dice: “cada canción es un pedazo de mi corazón”.

### 2011- 2013: Embarazo y nuevo álbum
En 2011 hizo público su embarazo, a finales de 2012 anunció el lanzamiento de un nuevo álbum.
Al mismo tiempo promociona el sencillo titulado "Toda De Ti" que se desprende de su próxima producción llamada "Maya", este sencillo ya se colocó entre los 10 favoritos del chart pop de Monitor Latino en las primeras 3 semanas de su lanzamiento.

### La voz(Estados Unidos y México) (2019-2022)
En 2019 Adrianna Foster participa por primera vez en el reality de canto La voz, en los Estados Unidos, apareciendo de nueva cuenta, en esta primera vez Adrianna quedó seleccionada, eligiendo como su entrenadora a la cantante Alejandra Guzmán, llegando a semifinales.
Posteriormente, en 2022 regresa a México y en esta ocasión también regresa al programa La voz, para su versión mexicana, de nueva cuenta audiciona, logrando quedar en el equipo del dueto Ha*Ash, esta vez Adrianna logra llegar hasta la gran final en donde interpretó el tema Amar y querer, en la semifinal cantó su famoso tema Pienso en tí.